# 보겸
보겸(본명: 김보겸, 본명 한자: 金𤣰謙, 1988년 1월 31일~)은 대한민국의 방송인, 아프리카TV에서 개인방송을 시작했으나 현재는 유튜브 위주로 활동한다. 2024년 11월 20일 기준으로 보겸이 운영하는 유튜브 채널 구독자 수는 1,510만 명이다.

## 활동
1988년 1월 31일, 충청남도 서천군에서 출생했다.
2012년부터 아프리카TV 활동을 시작해 여러 가지 게임 컨텐츠를 다뤘으며 2014년에는 유튜브로도 진출하였다. 2016년부터는 일상, 먹방 컨텐츠도 시작하여 유튜브 구독자 10만을 넘어섰다. 이후 10대 시청자가 많이 유입되면서 구독자가 증가하였다.
2017년에는 양팡과 만남을 가졌고 2019년에는 슈기와 중국 유튜버 '펑티모'와 같이 합방을 하였으며 같은 해 크레용팝의 멤버 엘린도 합방을 하면서 멜론에 음반을 내기도 했다. 이후 그는 5월에 건강 차원에서 대구광역시 달성군으로 이사를 하고 서울특별시 송파구 신천동에 위치한 잠실 롯데캐슬골드와 함께 사용하고 있었다. 6월에는 기존 거주지인 잠실에서 떠나 제주도를 통해 전국 일주를 하면서 팬들과 만나기도 했다.
2020년에는 '츄정'과도 합방을 진행했으며 구독자가 최대였던 7월에는 403만명을 기록했으나 구독자 수가 비공개되면서 8월에는 뒷광고 논란으로 인해 구독자가 감소한 것으로 추측된다. 2021년에는 부산광역시 해운대구로 이사를 하였다. 하지만 윤지선의 '보이루' 논란으로 인하여 보겸은 법적 대응을 진행하게 되면서 활동이 감소하고 이 영향으로 성형 수술 후 얼굴을 공개하지 않았다.
2022년 5월 5일, 보겸은 극심한 스트레스를 호소하며 자신의 인스타그램을 통해 논문 재판은 이제 결과를 기다리고 있으면서 법률 관련 일들이 진행 중이라고 하면서 계약 기간이 끝나 다른 곳과 계약을 했지만 무언가를 하기 어렵다고 근황을 전했다. 이 전까지의 소속사는 CH.DIA이었다.

## 논란 및 사건 사고

### '보이루' 논란
보겸은 자신의 팬들과 '보이루'(보겸+하이루)라고 인사를 주고 받는다. 워마드 일부 회원들이 '보이루'는 여성의 성기를 의미하는 '보지'와 '하이루'의 합성어이므로 사용을 금지 시켜야 한다고 주장 하였고 보겸은 이에 대해 법적 대응을 할 것이라고 밝혔다. 실제로 워마드 회원들로 짐작되는 일부 유저들의 항의로 몇몇 게임 내 채팅에서 '보이루'와 'ㅂㅇㄹ'가 금칙어에 포함되기도 했다.
2021년에는 당시 가톨릭대 시간강사였던 윤지선이 "'보이루'라는 단어는 여성의 성기를 의미하는 '보지'와 '하이루'의 합성어이며 창작자는 보겸이다."라는 내용이 포함된 논문을 KCI에 등재했다. 보겸은 윤지선에게 허위부분의 정정과 사과를 요구하였고 관련기관에도 동 논문이 허위 사실을 포함하고 있으며 이로 인해 명예가 훼손되고 있다며 재심 등의 문제 해결을 요구하였다. 결국 보겸은 유튜브 영상으로 6월 13일 윤지선을 상대로 논문 등을 통해 명예를 훼손했다는 이유로 고소를 했다고 말했다. 또한, 9시간에 걸쳐 성형 수술을 했다.
2022년 3월 7일, 결국 '보이루'를 여성혐오라고 지적한 윤지선의 논문이 연구 부정행위로 판정되어 학술지에서 철회를 통보받았다. 최종 조치는 4월에 통보할 것으로 예상된다. 그러자 4월 윤지선은 해당 논문이 철회 통보를 받은 것에 대해 부당함을 호소하며 강제 퇴출과 압박을 행사하려 한다고 주장했다.
2023년 3월 6일, 손해배상 소송 청구에서 법원은 '보이루'가 여성혐오적 표현이 아니라는 판결을 확정하였다. 이 판결로 보겸은 윤지선 교수로부터 5천만원을 배상받게 된다.

## 수상
- 2014년 아프리카TV BJ대상 STAR BJ 20[12]
- 2015년 아프리카TV BJ대상 STAR BJ 20[13]
- 2016년 인텔 오버워치 APEX 시즌 1 4강 (BK Stars)[14]
- 2016년 아프리카TV BJ대상 대표 BJ 50[15] / THE 20[16] / TOP 5[17] / KT GiGA BMF[18] / BJ대상[19]
- 2017년 아프리카TV BJ대상 종합게임 부문 대상[20]
- 2018년 아시아모델어워즈 올해의 크리에이터상[21]
- 2018년 아프리카TV BJ대상[22]
- 2019년 아프리카TV BJ대상 1인미디어 아이콘상